# Jiří Veber
Jiří Veber (* 29. listopadu 1968 Praha) je český hokejový trenér a bývalý hokejový obránce, mistr světa z roku 1996.

## Hráčská kariéra
S profesionálním hokejem začal v týmu Poldi SONP Kladno, kde debutoval v československé a v české nejvyšší lize. V Kladnu odehrál 4 sezóny a v poslední sezóně s týmem vybojoval 3. místo v lize. Poté odešel do nejvyšší ligy SM-liiga do týmu Tappara, kde začal sezónu a odehrál 18 zápasů. Poté posílil tým Porin Ässät, kde dohrál sezónu a s týmem vybojoval 3. místo. Pak se vrátil zpět do vlasti, posílil tým HC Petra Vsetín, se kterým vybojoval čtyři tituly. Na začátku sezóny 1999/00 v 9. kole proti HC Femax Havířov byl v průběhu zápasu zasažen čepelí hokejky do oka a byl okamžitě převezen do nemocnice. Pak vynechal pár zápasů a poté se vrátil zpět do základní části bez následku zranění. Na závěr sezóny kdy se blížila uzávěrka přestupů odešel na hostování do týmu Espoo Blues až do konce sezóny  Po ukončení hostování zamířil do německé nejvyšší ligy do týmu SERC Wild Wings, v němž strávil celý ročník. Na novou sezónu 2001/2002 se vrátil zpět do vlasti, kde podepsal tříletý kontrakt s týmem HC Keramika Plzeň. S ním postoupil do playoff, kdy vypadli ve čtvrtfinále s týmem HC Vítkovice 1:3 na zápasy. Poté dostal nabídku od ruského týmu Molot Perm, kterou přijal a zrušil kontrakt s týmem HC Keramika Plzeň. V týmu odehrál 45 zápasů, ve kterých nasbíral 8 bodů. Tým skončil na předposledním místě a spadl do nižší ligy (Vyšší hokejová liga). Po sezóně mu vypršela smlouva a žádný z týmů mu nenabídl smlouvu, takže se dohodl na roční smlouvě s týmem HC Berounští Medvědi, který působil v nižší lize. V týmu se stal kapitánem a po 15 odehraných zápasech dostal nabídku od týmu HC Chemopetrol, a. s., se kterým se dohodl na spolupráci do konce sezóny. Po sezóně nezbylo pro něho místo v týmu Litvínova, proto se vrátil zpět do týmu HC Berounští Medvědi, kde odehrál svou poslední hráčskou sezónu.

## Trenérská kariéra
S trenérskou kariérou začal hned po ukončení hráčské kariéry, dohodl se s nováčkem 1. ligy KLH Vajgar Jindřichův Hradec. S týmem skončili na posledním místě a v baráži taktéž, 4. místo určilo sestup do nižší ligy. Ve Vajgaru setrval jeden rok v 2. lize, poté následoval nové působení v pražské Slavii. Ve Slavii měl na starost jenom mládež, stal se hlavním trenérem staršího dorostu. V sezóně 2008/09 vybojovali pod jeho vedení titul. Ve starším dorostu působil dvě sezony, další dvě přidal v juniorské kategorii Slavie. V roce 2010 začal trénoval český národní tým do 17 let, aby je připravil na turnaj World Hockey Challenge. S reprezentačním výběrem obsadili 8. místo. V následujícím roce zůstal v reprezentaci mladých hráčů, ale již trénoval kategorii 18leté hráče. Na mistrovství světa hráčů do 18 let v roce 2011 skončil s týmem na osmém místě. V roce 2012 se vrátil zpět k trénování hráčů do 17 let.
Před sezonou 2013/2014 se stal asistentem trenéra Jiřího Čelanského v týmu Piráti Chomutov. Chomutov ale nepodával dobré výsledky, a proto byl celý realizační tým 8. listopadu 2013 odvolán. V roce 2014 zvolil zahraniční angažmá, stal se hlavním trenérem jihokorejského celku Anyang Halla. K úspěchu dokráčel hned v prvním roce, s týmem se stal vicemistrem ligy a v druhém ročníku mistrem Asijské ligy. Pražská Sparta budovala nový realizační tým pro ročník 2016/17, hlavního trenéra zvolili Jiřího Kalouse. Kalous oslovil Jiřího Vebera, který nabídku na post asistenta trenéra přijal. Ve Spartě však vydržel jeden rok, po nepovedeném vystoupení v playoff vedení klubu oznámilo nové trenérské složení Kalous - Nedvěd.
1. dubna 2019 se stal sportovním manažerem v klubu HC Slavia Praha. Nadále se ve Slavii věnoval mládeži, v ročníku 2020/21 byl hlavním trenérem juniorky. 13. ledna 2021 byl hlavní trenér Slavie z A týmu Martin Štrba odvolán, na krátkou chvíli jej nahradil Jiří Veber. 25. ledna 2021 byl jmenován staronový trenér Miloš Říha mladší. Slavie Praha reorganizovala vedení včetně realizačního týmu pro sezonu 2021/22, místo sportovního manažera jej nahradil Jaroslav Bednář. Veber naopak byl zvolen hlavním trenérem. 12. října 2022 byl odvolán z pozice hlavního trenéra kvůli špatným výsledkům, tým se pohyboval na spod tabulky. Jeho místo převzal o pár dnů později Daniel Tvrzník.  22. listopadu 2022 našel své nové působiště, nahradil finského trenéra Jussiho Tupamäkiho v klubu WSV Sterzing Broncos hrající Alps Hockey League. V průběhu sezony 2023/24 se vrátil zpět do české extraligy, posílil realizační tým na pozici asistenta trenéra v HC Vítkovice Ridera. Od sezony 2024/25 se stal asistentem trenéra klubu HC Škoda Plzeň.

## Zajímavosti
- 27. března 2010 odehrál souboj legend s českým týmem proti ruským legendám v Karlových Varech.
- V záři roku 2009 si zahrál s českým týmem veteránů proti legendám týmu Washington Capitals.
- 30. srpna 2009 kdy tým HC Plzeň 1929 slavil 80. narozeniny si zahrál derby s českým týmem veteránů proti veteránům z Plzně.

## Ocenění a úspěchy
- 1996 ČHL - Vítězný gól Tipsport ELH

## Prvenství
- Debut v ČHL - 14. září 1993 (Poldi SONP Kladno proti HC Stadion Hradec Králové)
- První gól v ČHL - 26. září 1993 (Poldi SONP Kladno proti HC Vítkovice, českému brankáři Jaroslavu Miklendovi)
- První asistence v ČHL - 3. října 1993 (Poldi SONP Kladno proti HC Sparta Praha)

## Klubová statistika
| Sezóna       | Klub                    | Soutěž       |     | Základní část | Základní část | Základní část | Základní část | Základní část |    | Play off | Play off | Play off | Play off | Play off |
| Sezóna       | Klub                    | Soutěž       | Z   | G             | A             | B             | TM            | Z             | G  | A        | B        | TM       |          |          |
| 1985/1986    | TJ Poldi SONP Kladno 20 | ČSHL-20      | 35  | 8             | 7             | 15            |               | —             | —  | —        | —        | —        |          |          |
| 1986/1987    | TJ Poldi SONP Kladno 20 | ČSHL-20      |     | 7             | 23            | 30            |               | —             | —  | —        | —        | —        |          |          |
| 1986/1987    | TJ Poldi SONP Kladno    | 1.ČSHL       | 6   | 0             | 3             | 3             | 6             | —             | —  | —        | —        | —        |          |          |
| 1987/1988    | TJ Poldi SONP Kladno    | ČSHL         | —   | —             | —             | —             | —             | 8             | 0  | 0        | 0        | 6        |          |          |
| 1990/1991    | TJ Poldi Kladno         | ČSHL         | 21  | 0             | 0             | 0             | 2             | —             | —  | —        | —        | —        |          |          |
| 1991/1992    | HC Kladno               | ČSHL         | 38  | 4             | 10            | 14            | 71            | 8             | 1  | 1        | 2        | 10       |          |          |
| 1992/1993    | HC Kladno               | ČSHL         | 39  | 4             | 7             | 11            | 85            | 7             | 1  | 2        | 3        | 31       |          |          |
| 1993/1994    | HC Kladno               | ČHL          | 43  | 6             | 6             | 12            | 38            | 11            | 1  | 3        | 4        | 16       |          |          |
| 1994/1995    | Tappara                 | SM-l         | 18  | 1             | 3             | 4             | 8             | —             | —  | —        | —        | —        |          |          |
| 1994/1995    | Porin Ässät             | SM-l         | 28  | 1             | 3             | 4             | 55            | —             | —  | —        | —        | —        |          |          |
| 1995/1996    | HC Dadák Vsetín         | ČHL          | 38  | 5             | 8             | 13            | 55            | 13            | 7  | 4        | 11       | 24       |          |          |
| 1996/1997    | HC Petra Vsetín         | ČHL          | 48  | 5             | 19            | 24            | 46            | 10            | 0  | 3        | 3        | 10       |          |          |
| 1997/1998    | HC Petra Vsetín         | ČHL          | 32  | 3             | 11            | 14            | 20            | 10            | 3  | 4        | 7        | 6        |          |          |
| 1998/1999    | HC Slovnaft Vsetín      | ČHL          | 48  | 7             | 3             | 10            | 48            | 9             | 0  | 3        | 3        | 14       |          |          |
| 1999/2000    | HC Slovnaft Vsetín      | ČHL          | 16  | 1             | 4             | 5             | 6             | —             | —  | —        | —        | —        |          |          |
| 1999/2000    | Espoo Blues             | SM-l         | 15  | 0             | 2             | 2             | 2             | 3             | 0  | 0        | 0        | 0        |          |          |
| 2000/2001    | SERC Wild Wings         | DEL          | 57  | 4             | 18            | 22            | 60            | —             | —  | —        | —        | —        |          |          |
| 2001/2002    | HC Keramika Plzeň       | ČHL          | 38  | 0             | 5             | 5             | 36            | 5             | 0  | 0        | 0        | 6        |          |          |
| 2002/2003    | Molot Perm              | RSL          | 45  | 5             | 3             | 8             | 48            | —             | —  | —        | —        | —        |          |          |
| 2003/2004    | HC Chemopetrol, a. s.   | ČHL          | 10  | 0             | 1             | 1             | 6             | —             | —  | —        | —        | —        |          |          |
| 2003/2004    | HC Berounští Medvědi    | 1.ČHL        | 15  | 1             | 2             | 3             | 12            | —             | —  | —        | —        | —        |          |          |
| 2003/2004    | HC Berounští Medvědi    | 1.ČHL        | 46  | 1             | 8             | 9             | 68            | 3             | 0  | 0        | 0        | 6        |          |          |
| Celkem v ČHL | Celkem v ČHL            | Celkem v ČHL | 273 | 27            | 57            | 84            | 255           | 58            | 11 | 17       | 28       | 76       |          |          |

## Reprezentace
V mistrovství světa 1997 si ve druhém zápasu zlomil čelist a odletěl zpět do Česka.
| Rok         | Tým         | Soutěž      | Z  | G | A | B | TM |
| ----------- | ----------- | ----------- | -- | - | - | - | -- |
| 1994        | Česko       | ZOH         | 2  | 0 | 0 | 0 | 2  |
| 1996        | Česko       | SP          | 2  | 0 | 0 | 0 | 0  |
| 1996        | Česko       | MS          | 8  | 0 | 1 | 1 | 8  |
| 1997        | Česko       | MS          | 2  | 0 | 0 | 0 | 0  |
| 1998        | Česko       | MS          | 9  | 0 | 1 | 1 | 6  |
| Celkem v MS | Celkem v MS | Celkem v MS | 19 | 0 | 2 | 2 | 14 |